# Änew
Änew est une ville du Turkménistan. Son nom est aussi écrit Annau ou Anau. Le nom vient du persan : آب نو ab nô, « eau nouvelle ». Änew est la capitale de la province d'Ahal. La ville est située à huit kilomètres au sud-est de la capitale Achgabat, tout proche de la frontière avec l'Iran.
En 2007, sa population était estimée à 28 200 habitants.
Des fouilles ont exhumé près de la ville des traces d'habitation datant du IIIe millénaire av. J.-C. On y trouve aussi les ruines d'un ensemble architectural musulman du xve siècle.

## Le complexe Jamâl ad-Dîn
Au milieu du xve siècle, le gouverneur timouride Abu l-Qasîm Bâbur finance la construction d'un complexe pour un saint local, Jamâl ad-Dîn. Presque complètement détruit par un tremblement de terre en 1948, l'ensemble comprenait une mosquée, une khânqâh, et une madrasa. Il reste cependant le pishtaq (portail) de 19 mètres de haut, initialement surmonté par deux minarets, et toujours encadré par deux niches profondes qui s'élèvent aux deux tiers de sa hauteur. Le pishtaq masque le double dôme (aujourd'hui détruit) de la mosquée. Les deux tympans qui encadrent l'arc brisé de l'entrée présentent une arabesque de deux immenses dragons qui se démarquent sur un fond bleu (agrandir la photo).  